# Роберто Гарсія
Роберто Гарсія Кортес (англ. Roberto Garcia Cortez; нар. 29 січня 1975, Сан-Педро, Каліфорнія) — американський професійний боксер, згодом — тренер з професійного боксу, чемпіон світу за версією IBF (1998—1999) у другій напівлегкій вазі.
Роберто — старший брат Майкі Гарсія, боксера, чемпіона світу у чотирьох вагових категоріях.

## Професіональна кар'єра
1992 року Роберто Гарсія дебютував на професійному рингу. Через юний вік перші три боя він провів у Японії. Маючи рекорд 29-0, 13 березня 1998 року в бою проти Гарольда Воррена (США) завоював вакантний титул чемпіона світу за версією IBF у другій напівлегкій вазі. Провів два вдалих захиста, а 23 жовтня 1999 року втратив свій пояс у бою з Дієго Корралесом (США), програвши нокаутом у сьомому раунді.
3 червня 2000 року, ведучи за очками після дев'яти раундів, програв нокаутом у десятому раунді Бену Такі (Гана). Журнал Ринг нагородив цей бій званням Нокаут року.
6 січня 2001 року вийшов на бій проти кубинського чемпіона світу за версією WBA (Super) у другій напівлегкій вазі Хоеля Касамайора і програв нокаутом у дев'ятому раунді.

## Тренерська кар'єра
Після поразки від Касамайора Гарсія провів один бій і перейшов на тренерську роботу у місті Окснард, Каліфорнія.

### Відомі підопічні
- Кріс Алгієрі
- Альфонсо Бланко Парра
- Маркос Майдана
- Антоніо Маргарито
- Ноніто Донер
- Майкі Гарсія
- Євген Градович
- Егідіюс Каваляускас
- Віктор Ортіс
- Келлі Павлік
- Хосе Карлос Рамірес
- Ентоні Джошуа
- Джессі Родрігес
- Верджил Ортіс

2024 року за підготовку до боїв Джессі Родрігеса та Верджила Ортіса був визнаний журналом «Ринг» Тренером року.